# Município de Flatrock (condado de Henry, Ohio)
Localização do Ohio nos E.U.A.
O município de Flatrock (em inglês: Flatrock Township) é um município localizado no condado de Henry no estado estadounidense de Ohio. No ano de 2010 tinha uma população de 1247 habitantes e uma densidade populacional de 13,56 pessoas por km².

## Geografia
O município de Flatrock encontra-se localizado nas coordenadas 41° 17′ 53″ N, 84° 10′ 14″ O. Segundo a Departamento do Censo dos Estados Unidos, o município tem uma superfície total de 91.93 km², da qual 90,41 km² correspondem a terra firme e (1,66 %) 1,53 km² é água.

## Demografia
Segundo o censo de 2010, tinha 1247 pessoas residindo no município de Flatrock. A densidade populacional era de 13,56 hab./km².